# جي. بي. غرايسون
جي. بي. غرايسون (بالإنجليزية: G. B. Grayson)‏ هو موسيقي وفنان الشارع أمريكي، ولد في 11 نوفمبر 1887 في كارولاينا الشمالية في الولايات المتحدة، وتوفي في 16 أغسطس 1930 في فرجينيا في الولايات المتحدة.

## وصلات خارجية
- جي. بي. غرايسون على موقع ميوزك برينز (الإنجليزية)
- جي. بي. غرايسون على موقع أول ميوزيك (الإنجليزية)
- جي. بي. غرايسون على موقع ديسكوغز (الإنجليزية)